# Spinimegopis nipponica
Spinimegopis nipponica là một loài bọ cánh cứng trong họ Cerambycidae.